# Anniara Muñoz
Anniara Muñoz, född 24 januari 1980, är en kubansk volleybollspelare.
Munoz blev olympisk bronsmedaljör i volleyboll vid sommarspelen 2004 i Aten.